# Santo Bellina
Santo Bellina (Palermo, 22 de septiembre de 1964-Palermo, 24 de enero de 2023) fue un actor italiano.

## Carrera
Como actor de cine y televisión, actuó en numerosas series de televisión como Nassiryia - No olvidar, Paolo Borsellino en 2004 y Don Milani - El prior de Barbiana en 1997. Apareció en algunas películas como The Stash y Kids Out.

## Filmografía

### Cine
- Il pentito, regia di Pasquale Squitieri (1985)
- Storia di ragazzi e di ragazze, regia di Pupi Avati (1989)
- Il male oscuro, regia di Mario Monicelli (1990)
- Un metrò all’alba, regia di Fabrizio Lori (1990)
- Ragazzi fuori, regia di Marco Risi (1990)
- Nostalgia di un piccolo grande amore, regia di Antonio Bonifacio (1991)
- Briganti - Amore e libertà, regia di Marco Modugno (1993)
- Magnificat, regia di Pupi Avati (1993)
- La scorta, regia di Ricky Tognazzi (1993)
- I mitici - Colpo gobbo a Milano, regia di Carlo Vanzina (1994)
- Il viaggio della sposa, regia di Sergio Rubini (1997)
- Li chiamarono... briganti!, regia di Pasquale Squitieri (1999)
- ...e dopo cadde la neve, regia di Donatella Baglivo (2005)
- Come il vento, regia di Marco Simon Puccioni (2013)

### Televisión
- Prohibido bailar, dirigida por Pupi Avati (1989)
- Testigo ocular, dirigida por Lamberto Bava (1989)
- Águilas, dirigida por Nini Salerno (1990)
- El pulpo 5 - El corazón del problema, dirigida por Luigi Perelli (1990)
- El Abandono, dirigida por Lionello Massobrio (1990)
- El regreso de Ribot, dirigida por Pino Passalacqua (1991)
- The Octopus 7 - Investigación sobre la muerte del comisario Cattani, dirigida por Luigi Perelli (1995)
- Donde empieza el sol, dirigida por Rodolfo Roberti (1997)
- Don Milani - El prior de Barbiana, dirigida por Andrea Frazzi y Antonio Frazzi (1997)
- Secuestro - El desafío ( Secuestro - Ein Vater schlägt zurück ), dirigida por Cinzia TH Torrini – Película para televisión (1998)
- La mordedura de la serpiente, dirigida por Luigi Parisi (2001)
- Seré tu juez, dirigida por Gianluigi Calderone (2001)
- Paolo Borsellino, dirigida por Gianluca Maria Tavarelli (2004)
- Distrito Policial 5, dirigida por Lucio Gaudino (2005)
- Nassiriya - No olvidar, dirigida por Michele Soavi (2007)
- Distrito policial 8, dirigida por Alessandro Capone (2008)
- ¡Dos tramposos y medio!, dirigida por Franco Amurri (2010)
- RIS Roma - Delitti imperfetti, dirigida por Fabio Tagliavia - Serie de TV, episodio 1x17 (2010)[2]
- Escuadrón antimafia - Palermo hoy, dirigida por Beniamino Catena - Serie de TV, episodios 3x01, 3x02 y 3x03 (2011)
- RIS Roma 3 - Delitti imperfetti, dirigida por Francesco Miccichè - Serie de TV, episodio 3x09 (2012)[3]
- La puerta roja, dirigida por Carmine Elia (2017)
- Crimen mafioso - Mario Francese, dirigida por Michele Alhaique (2018)
- El cazador, dirigida por Davide Marengo y Stefano Lodovichi (2018)